# Тариелашвили
Тариелашвили (груз. ტარიელაშვილი) — грузинский дворянский род, относящийся к феодальной касте Грузии — самефо азнаури (дословно — царские дворянe). Первые упоминания рода в грузинских документах относятся к 1693 году, в документe об обмене виноградника, где упоминается свидетель Моурави Фарсатан Тариелашвили. Дворяне Тариелашвили также упоминаются в Георгиевском трактате 1783 г. (Н257 Тариелашвили). Указом императора Николая II в 1915 году семья Тариелашвили получила княжеский титул Российской империи в Тамбове.
Существуют различные гипотезы об их происхождении. Согласно генеалогическому трактату князя Иоанна Грузинского (1768–1830), семья происходила из Анатолии. Согласно фамильной легенде, происходят от одного из потомков знатного византийского (греческого) рода, который в XIV веке переехал в восточную Грузию во время исламизации (тюркизации) Византии. Фамилия происходит от имени Тариел, грузинской транслитерации имени "Дарий/Дарейос" («благой владетель», «завоеватель»).

## Описание герба
У царских дворян Тариелашвили не было утверждённого герба, но известно изображение родового герба на именном посемейном списке рода Тариелашвили, хранившемся в их доме в Тбилиси в 1890 году.
Щит четверочастный с малым щитом в середине. В первой и четвёртой золотых частях накрест положен серебряный с золотою рукоятью восточный меч с надетою на него до половины золотою дворянскою короною. Во второй и третьей лазуревых частях серебряная стрела в столб с двумя таковыми же перекладинами. В серединном золотом щитке изображение св. Георгия, поражающего дракона и скачущего вправо (влево по отношению к смотрящему). Щитодержатели: два чёрных коня с золотыми глазами, языками и копытами. Девиз: «IN SCIENTIA VERITAS» золотыми буквами на чёрной ленте.

## Известные представители
- Тариелашвили Тенгиз Семёнович (1925–1996) — генерал-майор, начальник Управления правительственной связи КГБ УССР.

## Галерея

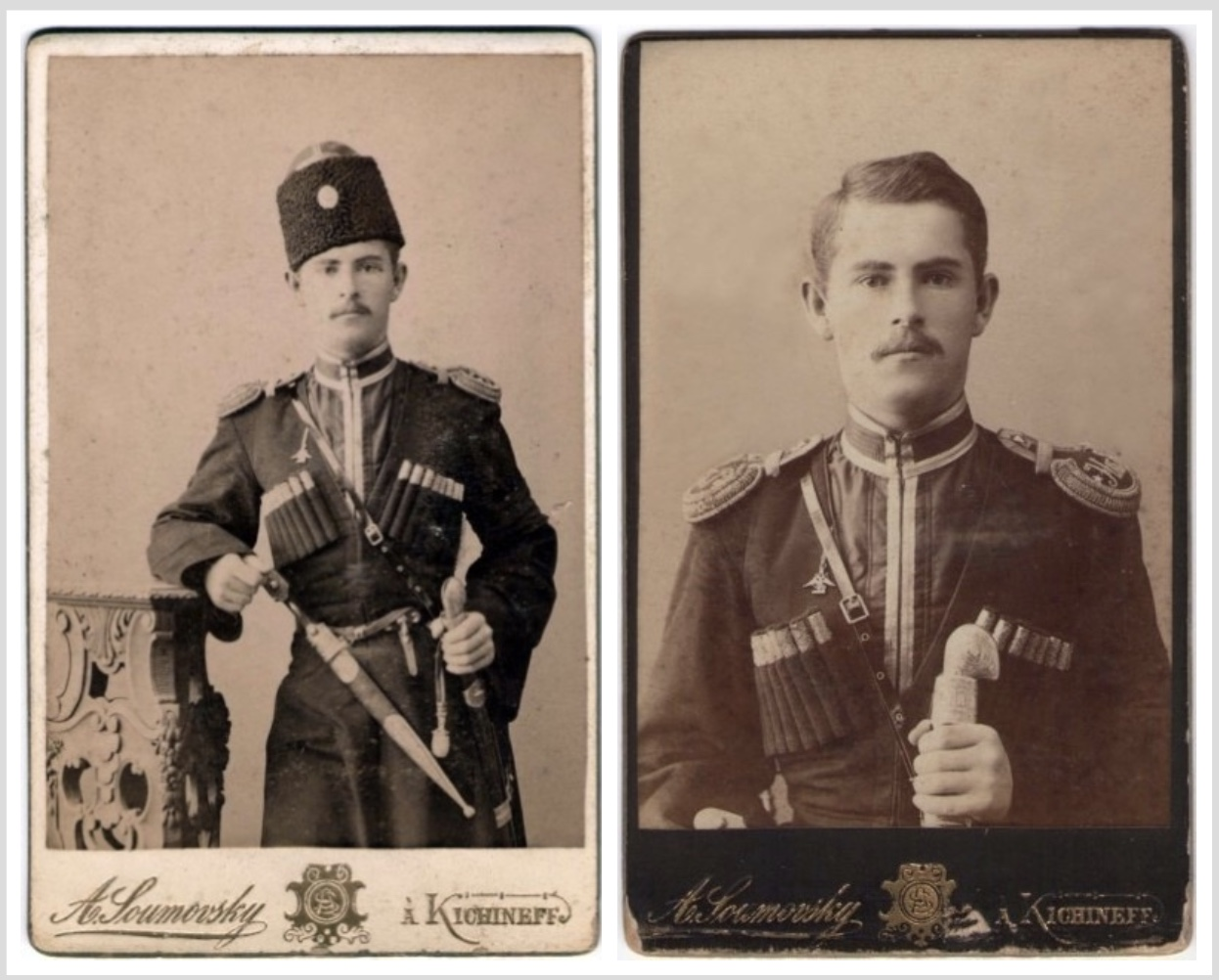
Аристократ и подпоручик Тариелашвили Георгий Николаевич.
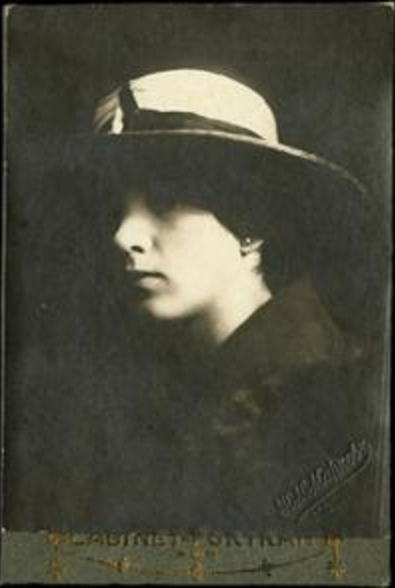
Аристократка Тариелашвили Агафья Александровна.
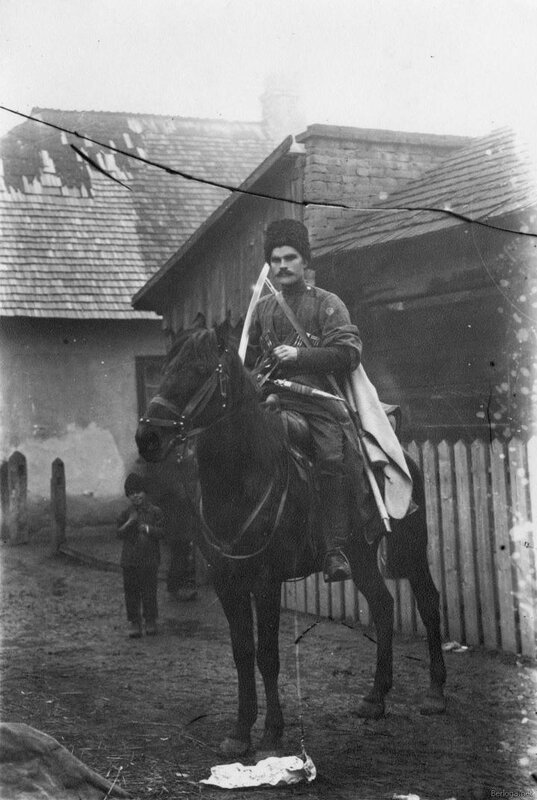
Казак и дворянин Тариелов (Тариелашвили) Илья Георгевич.